# 米拉麥克斯影業
米拉麦克斯有限责任公司（英語：Miramax, LLC），曾用名“米拉麦克斯影业（Miramax Films）”，是美国一家娱乐公司，以制作和发行电影及电视剧闻名。该公司的总部位于加利福尼亚州的洛杉矶市；由鲍勃和哈维·韦恩斯坦兄弟于1979年在纽约州的布法罗市成立。米拉麦克斯曾是一家在美国领先的独立电影制片与发行公司，直至1993年6月被华特·迪士尼公司所收购；这也是华特·迪士尼公司的第一起收购案。在被收购后，鲍勃和哈维·韦恩斯坦兄弟依旧负责该公司的运营，并且该公司在华特·迪士尼公司内部拥有比其他子公司更高的创作与财务自由性；2005年9月，韦恩斯坦兄弟离开米拉麦克斯并建立的新的电影公司——韦恩斯坦影业。2010年，米拉麦克斯被华特·迪士尼公司出售给了片场控股，这是一家由科罗尼资本、图托－萨力巴公司与卡塔尔投资局联合投资成立的公司。2016年，这家公司被出售给贝因传媒集团。2019年，贝因传媒集团答应出售49%的股份给派拉蒙影业；而这个流程在2020年4月3日完成。

## 发展历史

### 独立时代（1979年－1993年）
米拉麦克斯由鲍勃与哈维·韦恩斯坦兄弟于1979年在美国纽约州的布法罗市成立，公司名来自其父母的名字“（米里亚姆）”和“（麦克斯）”。米拉麦克斯的成立就是为了发行那些被主要电影公司认为在商业上没有作为的独立电影。
米拉麦克斯获得的第一个大型成功源自韦恩斯坦兄弟与英国制片人马丁·刘易斯的合作。韦恩斯坦兄弟从刘易斯手里获得了他为人权组织国际特赦组织慈善音乐会所制作的两部电影在美国的版权。韦恩斯坦兄弟与刘易斯合作将这两部电影精炼成一部电影《秘密警察的另一场舞会》并于1982年在美国发行。韦恩斯坦兄弟的这次操作为美国的电影发行公司指明了一条新的合作道路，那就是从国际市场上购买电影后再重新剪辑成符合美国观众口味的版本。
在1980年代末到1990年代末，米拉麦克斯作为电影发行商发行了一系列具有突破意义的独立电影：《低俗小说》、《丑闻》、《性、谎言、录像带》、《捆着我！绑着我！》、《哭泣游戏》和《疯狂店员》等。同时它也制作了电影《与灾难调情》、《罪孽天使》和《莎翁情史》等电影。
米拉麦克斯在经营过程中购买或制作了许多电影，而其中的大部分在财务上表现出色。这使得米拉麦克斯在1990年代成为独立电影热潮的领导者之一。米拉麦克斯共计制作或发行了7部电影，它们在美国的总计票房超过了1亿美元；而其中最为成功的电影则是《芝加哥》，这部电影的全球票房高达3亿美元。
由米拉麦克斯参与制作或发行的电影很多都获得了奥斯卡奖的提名，其中不少还成功拿奖。
1992年，米拉麦克斯与派拉蒙影业签署协议，授权其在家庭影片及电视两个市场内发行属于米拉麦克斯的影视作品；同时派拉蒙影业还将在院线上发行某些米拉麦克斯作品中经剪辑后更具商业价值的版本（例如《天生赢家》）。派拉蒙影业迄今还拥有一些米拉麦克斯电影的家庭影片版权，并在2020年4月3日购入米拉麦克斯的股权之后获得了更多的版权。目前，米拉麦克斯作品的电视发行版权属于三重彩娱乐传媒。

## 争议批评
米拉麦克斯公司一直因为其经常延后或暂停发行其已获得美国发行权的亚洲电影的在美发行工作被饱受批评，同时它还设法阻止其他零售商向美国进口这些电影的正版DVD。
在2015年的一次采访里，日本导演宫崎骏说，哈维·韦恩斯坦曾计划对他执导的动画电影《幽灵公主》进行大量删减以便在美国发行。而电影的制片人则给哈维送去了一把武士刀，刀刃上镌刻着“不许删减（No Cuts）”的字样。宫崎骏表示，这部电影最后在美国发行时并没有进行哈维想要的删减。而哈维表示他之所以坚持这样的删减是为了剪辑出在商业上最可行的电影。“我不是为了娱乐而删减”，哈维在采访中辩解道，“我是为了拯救这该死的电影而删减。我这辈子只为一位主人工作，那就是电影。我爱电影！”

## 影视作品

### 米拉麦克斯家庭
米拉麦克斯家庭（Miramax Family），也称“米拉麦克斯家庭影业（Miramax Family Films）”，是米拉麦克斯影业的家庭部门。该部门于1991年创建，后于2006年关闭。2019年3月18日，米拉麦克斯公司恢复了其家庭及动画部门。此前曾在梦工厂动画公司和索尼影业动画公司担任项目开发的迈克尔·拉钱斯（Michael Lachance）被任命为该部门的执行副总裁。
| - 呱呱7：弗雷迪（1992年） - 猫和老鼠电影版（1992年） - 新海角乐园（1993年） - 小活佛（1994年） - 小偷与鞋匠（1995年） - 我不笨所以我说说说（1995年） - 大魔域3：飞进未来（1996年） - 丛林杰克（1996年） - 微观世界（1996年） - 蓝箭号冒险记（1997年） - 凤凰与魔毯（1997年） - 动物列车（1998年） - 丛林杰克2（1998年） - 小鬼一箩筐（1998年） | - 真爱奇迹（1998年） - 大熊（1998年） - 天堂的孩子（1999年） - 海底小飞侠（1999年－2005年） - 高卢英雄：勇都凯撒（2000年） - 恋爱蜜令（2001年） - 拇指仙童历险记（2002年） - 高卢英雄：艳后密令（2002年） - 晴天小猪精选版（2002年） - 精灵宝可梦：雪拉比 穿梭時空的相遇（2002年） - 木偶奇遇记（2002年） - 五行战士：回归道（2002年） - 精灵宝可梦：水都的守护神 拉帝亚斯与拉帝欧斯（2003年） - 时间的皱纹（2003年） | - 生化战士：光之面罩（2003年） - 大展猴威（2003年） - 魔法灰姑娘 (2004年电影)（2004年） - 切斯纳特：中央公园的英雄（2004年） - 精灵宝可梦：七夜的许愿星（2004年） - 生化战士2：迷幻之城（2004年） - 寻找梦幻岛（2004年） - 寻找圣诞老人（2004年） - 保罗·麦卡特尼：音乐与动画（2004年） - 战斗陀螺：激斗篇（2005年） - 生化战士3：阴影之网（2005年） - 好莱坞芭比电影版（2005年） - 精灵宝可梦: 裂空的访问者（2005年） - 金刚归来（2005年） |

注：
1. ↑  仅限院线发行。
2. ↑  最初发行时定名为“阿拉伯骑士”。
3. ↑  仅限美国地区发行；海外地区发行由华纳兄弟家庭娱乐（英语：Warner Bros. Family Entertainment）负责。
4. ↑  仅限DVD发行。

### 米拉麦克斯电视
米拉麦克斯电视（Miramax Television）是米拉麦克斯公司旗下的电视制作部分，其主要依据米拉麦克斯片库或原始概念制作电视内容。
| 作品名         | 首播年份       | 首播频道                  | 备注                                                                       |
| -------------- | -------------- | ------------------------- | -------------------------------------------------------------------------- |
| 侏儒大卫的世界 | 1987年         | 尼克儿童频道              | 仅英语配音。与西纳联合为BRB国际制作。                                      |
| 荒芜之地       | 1999年－2000年 | ABC电视网                 | 与外滩娱乐联合制作。                                                       |
| 疯狂店员动画版 | 2000年－2002年 | ABC电视网                 | 与试金石电视、歪看制作、沃尔兹国际影业及华特迪士尼公司（未署名）联合制作。 |
| 绿灯计划       | 2001年－2005年 | HBO                       | 与适应性工作室及珍珠街影业联合制作。                                       |
| 晴天小猪       | 2002年－2003年 | ABC家庭频道               | 仅英语配音。与博伟声音服务联合制作。                                       |
| 天桥骄子       | 2004年－2011年 | 精彩电视台 / 生活时光频道 | 仅制作第1季到第9季。                                                       |
| 示例           | 示例           | 示例                      | 示例                                                                       |
| 示例           | 示例           | 示例                      | 示例                                                                       |
| 示例           | 示例           | 示例                      | 示例                                                                       |
| 示例           | 示例           | 示例                      | 示例                                                                       |
| 示例           | 示例           | 示例                      | 示例                                                                       |

## 延伸阅读
- 彼得·比斯金德（英语：Peter Biskind）. . 纽约市: 西蒙与舒斯特. 2013-01-08  [2020-11-14]. ISBN 9781439127100.